# Pisinna rekohuana
Pisinna rekohuana är en snäckart. Pisinna rekohuana ingår i släktet Pisinna och familjen Anabathridae.

## Underarter
Arten delas in i följande underarter:
- P. r. lactorubra
- P. r. rekohuana